# 大马坊乡
大马坊乡，曾是中华人民共和国河北省保定市竞秀区下辖的一个乡镇级行政单位。目前由保定高新技术产业开发区托管。

## 行政区划
大马坊乡下辖以下地区：
东尹庄村、大马坊村、周庄村、张庄村、代庄村、高屯村、东营村、道口村、相庄村和温屯村。